# 屋頂清洗

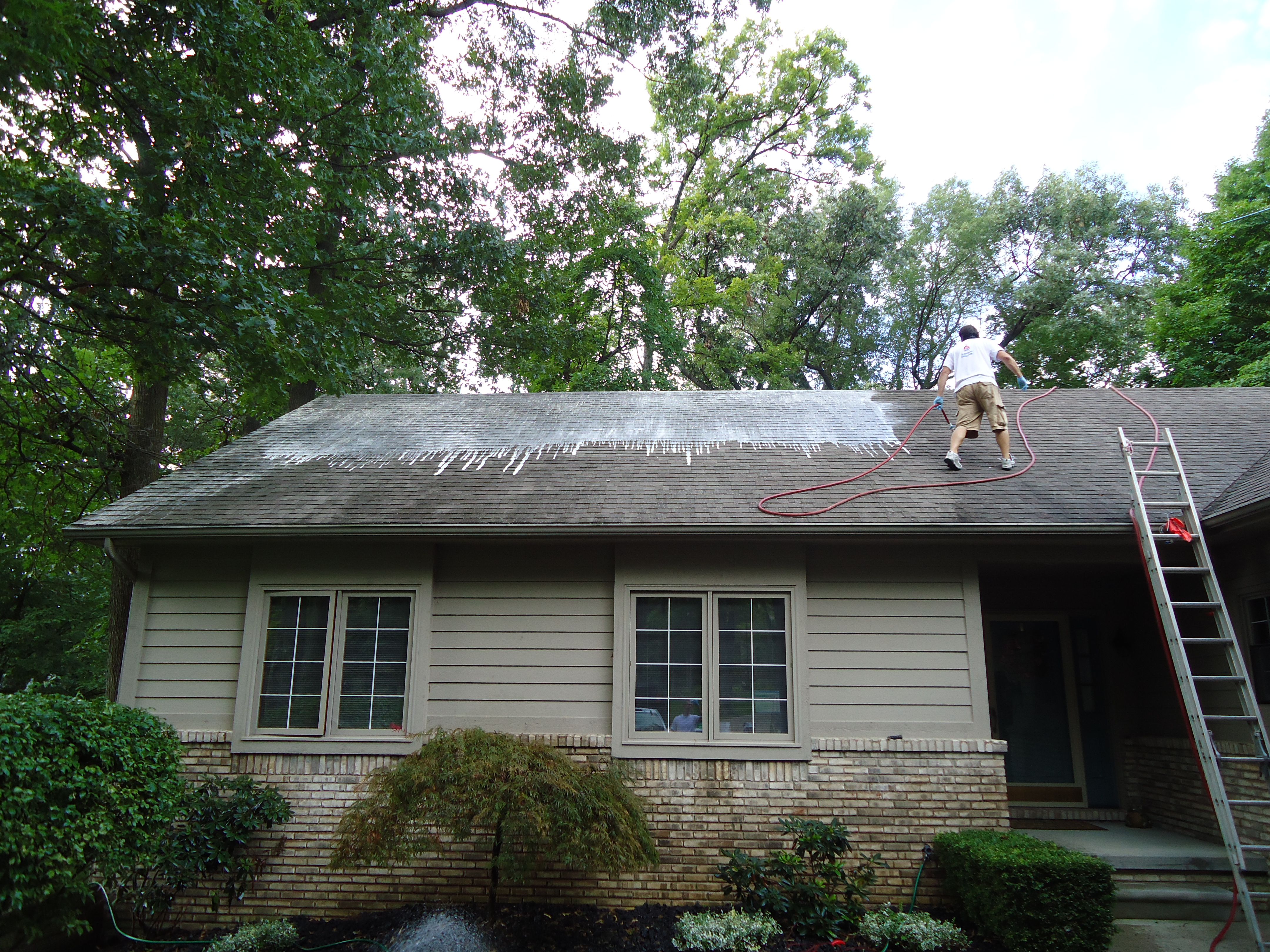

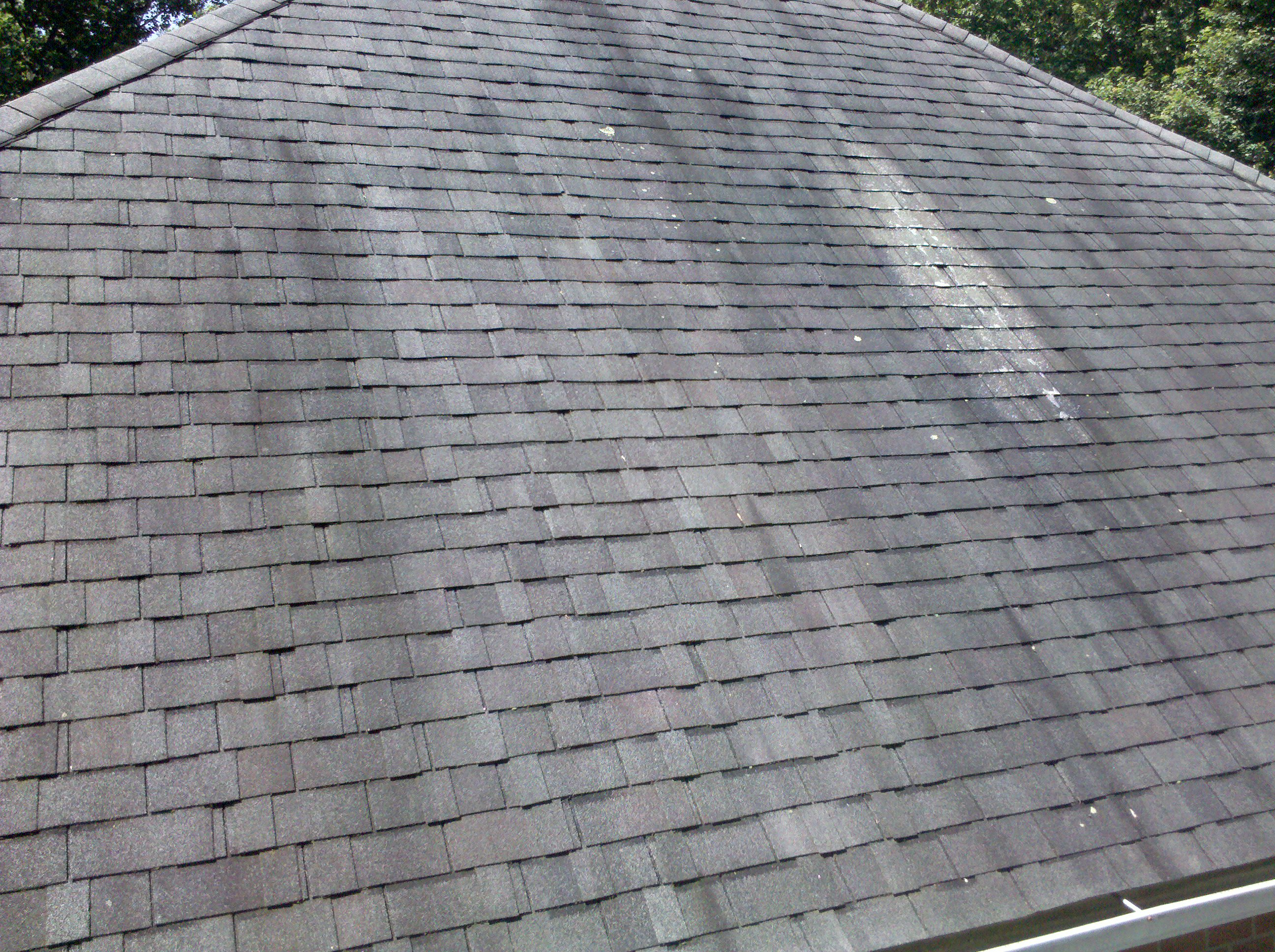

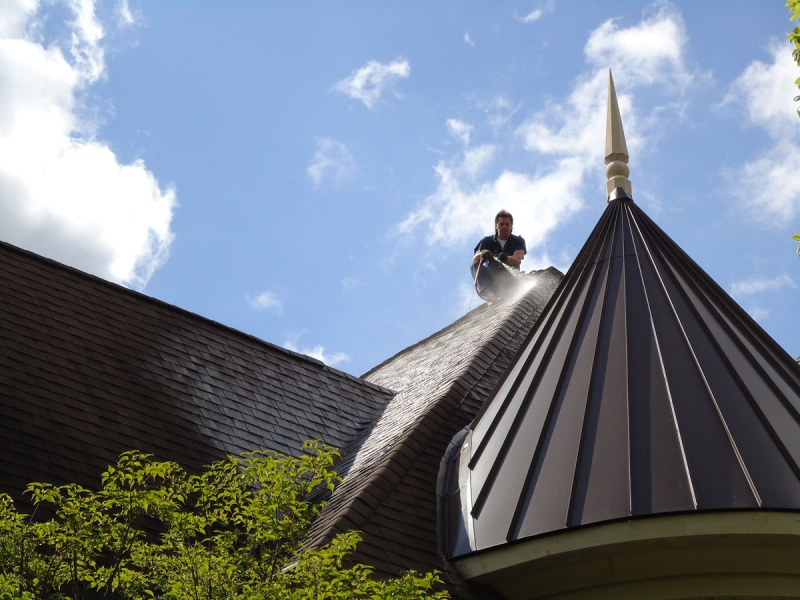

屋頂清洗，徹底清除屋頂的污垢、藻類和苔蘚。屋頂清洗可以延長屋頂的生命週期，而且煙灰、污垢或生物的存在多少影響屋頂吸收太陽光的熱量。清潔可用漂白劑、醋液、各種清潔產品或商業清潔服務來完成。此外，在屋頂頂部加蓋鋅板，可減少藻類和苔蘚的再生。

屋頂清洗設備可以使用高壓水噴霧和旋轉刷。

## 參閱
- 屋頂